# بطولات العالم في كرة الطائرة
قائمة بطولات العالم في كرة الطائرة:
- بطولة العالم لكرة الطائرة للرجال
- بطولة العالم للأندية للكرة الطائرة للسيدات
- بطولة العالم للأندية للكرة الطائرة للرجال